# Hermanas maristas
Las Hermanas Maristas son una congregación internacional de religiosas de vida activa; perteneciente a la Iglesia Católica. Las Hermanas Maristas reconocen a Jeanne Marie Chavoin (la Madre San José) como su fundadora y a Juan Claudio Colin como su fundador. Forman parte de una de las cinco ramas que conforman la Sociedad de María (Maristas).

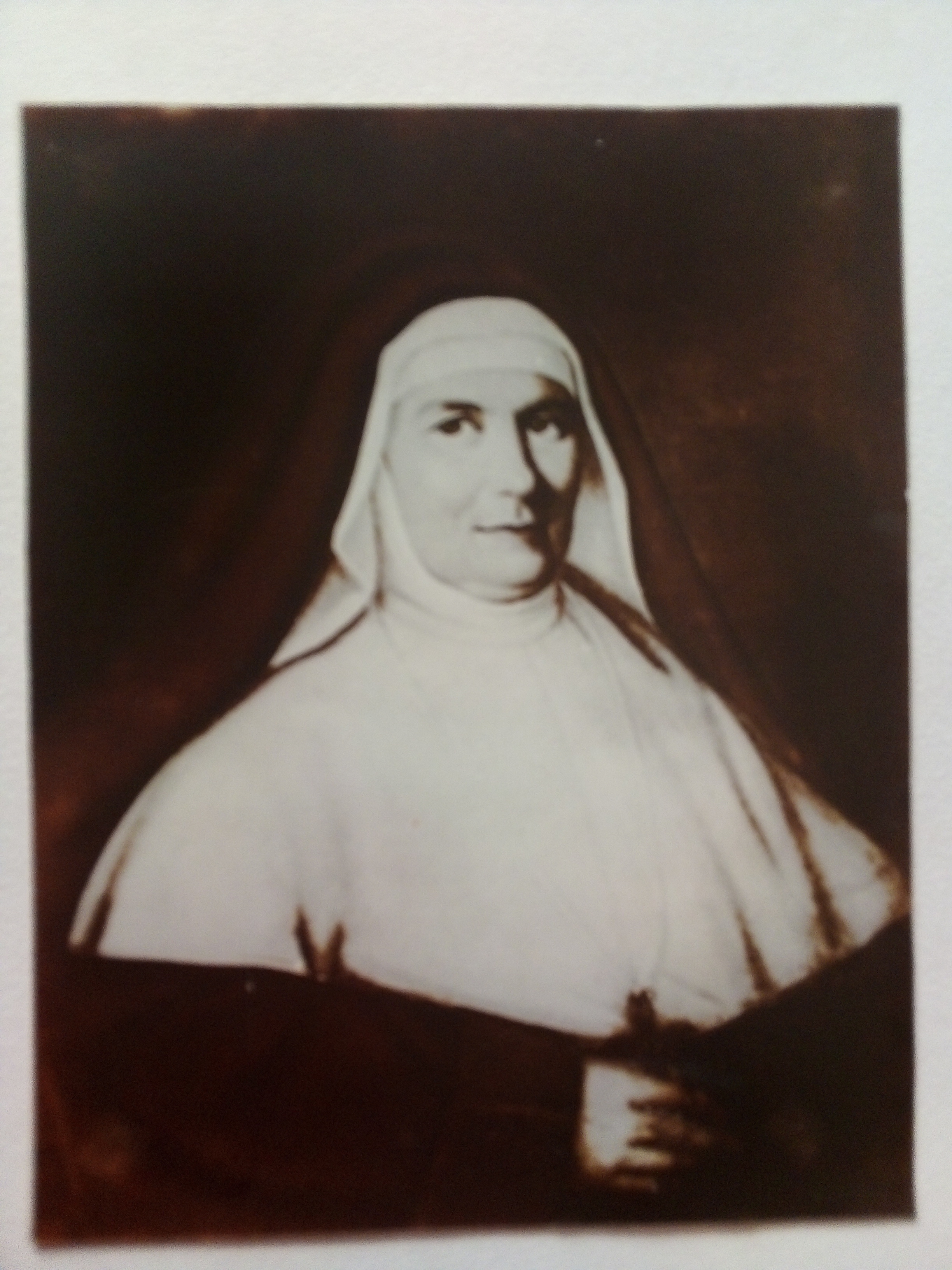
Madre San José - Fundadora de las Hermanas Maristas

## Primeros años de Jeanne Marie Chavoin
Jeanne-Marie nació en el pueblo de Coutouvre en Francia el 29 de agosto de 1786 y fue bautizada en la iglesia el mismo día. Jeanne-Marie creció con poca educación formal, pero desarrolló una fe profunda y segura. Ella estaba profundamente involucrada en la vida de la aldea, alimentando la fe y llegando a aquellos que eran ignorados. Aunque muy activa, encontró fuerza y alegría en las largas horas ante el Santísimo Sacramento. Fue invitada varias veces a entrar en distintas Congregaciones pero siempre se negó, segura de que Dios no la estaba llamando a estas. Finalmente en 1817, cuando tenía 31 años, recibió una carta del P. Pierre Colin, hermano de Jean-Claude Colin, que había sido párroco en Coutouvre, invitándola a Cerdon para colaborar en el proyecto marista. Ella supo de inmediato que aquí era donde Dios la estaba llamando. Con su amiga cercana Marie Jotillon, partió hacia Cerdon.

## Las Hermanas Maristas de Chavoin
Chavoin permaneció en Cerdon durante 6 años, cuatro de los cuales fue ama de llaves en el presbiterio, colaboró con los hermanos Colin en la configuración de la futura Sociedad de María (Maristas), la "Obra de María". En 1823, Marie Jotillon, su sobrina, Marie Gardet y Jeanne-Marie Chavoin comenzaron a vivir juntas en comunidad en Cerdon. Las primeras tres Hermanas Maristas vivían en extrema pobreza, pero al percibir su alegría y su santidad, muchas mujeres jóvenes del pueblo pidieron unirse a ellas. Ocho futuras hermanas maristas recibieron el hábito el 8 de diciembre de 1824. Poco después, el obispo Devie las invitó a ir a Belley, donde tuvo lugar la primera profesión el 6 de septiembre de 1826. Jeanne-Marie, o Madre San José, como ahora se llamaba, fue general de la nueva Congregación hasta 1853, cuando se le instó a dimitir. A la edad de 69 años inició una nueva fundación en Jarnosse, un pueblo abandonado que era pobre y necesitado en todos los sentidos. Aquí pudo vivir el tipo de vida religiosa activa e insertada que siempre había deseado para sus hermanas. Murió en Jarnosse el 30 de junio de 1858 a la edad de 71 años.  

## Hermanas maristas en Gran Bretaña
La primera fundación de las Hermanas Maristas fuera de Francia comenzó en Spitalfields, una zona social y espiritualmente desfavorecida en el East End de Londres, en 1858. Cinco Hermanas formaron la comunidad pionera y aunque su trabajo principal fue la enseñanza, fieles al carisma fundacional, pronto se involucraron "donde las necesidades eran mayores". Esto implicó visitar parroquias, administrar comedores populares y trabajar con niños huérfanos. Siguieron otras fundaciones y además del trabajo de educación tanto en el sector estatal como en el independiente, se emprendieron una variedad de ministerios adicionales que se enfocaron en las necesidades de la época.

## Distribución actual de la Congregación
Las Hermanas Misioneras de la Sociedad de María están comprometidas en la actividad misionera en veinticuatro países del Pacífico, África, Asia, Europa, América del Norte y América del Sur. Estos países incluyen Australia, Brasil, Canadá, Inglaterra, Fiyi, Francia, Irlanda, Italia, México, Nueva Zelanda, Senegal, Gambia, Filipinas, Estados Unidos y Venezuela, y en todos ellos atienden a las muchas necesidades de sus habitantes.